# Língua klingon
O klingon (tlhIngan Hol) é uma língua artística criada pelo linguista Marc Okrand para os filmes baseados na série americana de televisão Star Trek (Jornada nas Estrelas, no Brasil). Alguns fãs da série estudaram e aprenderam a falar fluentemente a língua, e existem pelo menos três publicações em Klingon.
Por ser um idioma artificial, essa língua não tem falantes que a tomam como primeira língua, só como segunda língua, ou seja, os falantes desse idioma têm outras línguas como língua-mãe, como o inglês por exemplo.

## Estudos
Existe uma organização, o Instituto da Língua Klingon (Klingon Language Institute), fundado em 1992 em Flourtown, Pennsylvania, que se dedica a estudar e ensinar o idioma fictício klingon. O Instituto publica um periódico trimestral intitulado HolQeD (língua científica). A cada ano, realiza um qep'a' (encontro), aberto a todos os membros, contando frequentemente com a presença do criador da língua, Marc Okrand.